# Château Dampierre
Pour les articles homonymes, voir Château de Dampierre (homonymie).
Le château Dampierre est un bâtiment situé à Anzin dans le département du Nord, en France.
Il est inscrit aux monuments historiques en 2009, avec le parc qui l'entoure, et inscrit sur la liste du patrimoine mondial de l'Unesco en 2012.

## Histoire
Le château Dampierre a été construit pour loger les directeurs de la Compagnie des mines d'Anzin par la compagnie elle-même à la fin du XIXe siècle, chargés des fosses établies sur Anzin et ses environs. 
En 2001, longtemps après la fin de l'exploitation du charbon dans la région valenciennoise, il a été transféré à la commune. 

## Style
Le château est une grande bâtisse de style néo-Renaissance dont la façade est ornée de symboles de la mine et des arts.

## Mesures de protection
Le château Dampierre a été inscrit aux monuments historiques en 2009, avec le parc qui l'entoure,.
En 2012, il a été inscrit sur la liste des biens du bassin minier du Nord-Pas-de-Calais inscrits sur la liste du patrimoine mondial de l'Unesco.